# 賽馬會體藝中學
賽馬會體藝中學（英語：Jockey Club Ti-I College）是香港的一所男女英文中學，屬於一所Band 1C中學（根據2023至2024年度升中派位結果）。於1989年成立，是全港唯一百分百採用自行分配學位之津貼中學。

## 歷史
體藝中學的創校理念源自已故港督尤德爵士，他主張在香港成立一所不僅強調學術表現，而是更為提供學生發揮體育及視覺藝術潛能的中學。1985年11月，布政司與英皇御准香港賽馬會達成協議，由政府與賽馬會共同出資8400萬港元在沙田建立體藝中學，並且由教育署邀請專業人士及教育工作者籌組學校管理局。體藝中學於1989年9月正式開課，由屯門保良局董玉娣中學創校校長張灼祥先生出任創校校長。

## 校訓
- 體（Sports）
- 仁（Humanity）
- 藝（Art）
- 智（Wisdom）

創立體藝中學，乃堅信除提供正規文法中學課程外，亦能讓學生發展體育、藝術的潛能。故此，該校極注重學生的學業成就，亦重視其才能發展。學生離校時，應能掌握熟練的語文技巧，富分析與獨立思考能力，對學科、體育或藝術有出眾的造詣。

## 收生安排
體藝中學是香港唯一可以100%自行分配學位的津貼中學，而且收生不受區網限制，全港校網的學生都可以申請報讀。根據教育局指引，報考本校之同學可同時申請另外兩所政府或津貼中學之自行分配學位，而且體藝中學在自行分配學位階段中優先收正取生，即是學生若獲體藝中學正式取錄，便不會被獲派其餘兩所自行分配階段中學。

## 校園
學校佔地約20000平方米，校園面積躋身香港頭十所中學。新翼大樓於2005年完工，除一般中學設施外，另設有室內體育館、健身室、游泳池、多元化球類運動場、體育中心、STEM Room、繪畫室、雕塑室、平面設計室、陶藝室、媒體實驗室、版畫室、展覽廳、展覽廊、演講廳、樂隊練習室、學生宿舍及飯堂，全校空氣調節，並已鋪設光纖電腦網絡及全校無線網絡接點。
2020年校園改善計劃將圖書館及語言學習室搬往地下，方便同學使用。原新翼圖書館位置改建成體育中心。天台位置亦安裝了99塊太陽能板。有蓋操場位置加建了活動趟板，可提供一個新的室內空間作活動或課堂使用。

## 歷任校長
| 校長              | 任期（年）    | 備註                                                                                           |
| 張灼祥先生        | 1989年—2000年 | 創校校長，分別為前保良局羅傑承(一九八三)中學、保良局董玉娣中學創校校長，其後出任拔萃男書院校長 |
| 陳嫣虹女士        |               | 前民生書院校長                                                                                 |
| 歐陽英昌先生      |               | 前伊斯蘭英文中學校長                                                                           |
| 林宛君女士        |               | 前陳樹渠紀念中學校長                                                                           |
| Dr Terrence Quong |               |                                                                                                |
| 鄭元山先生        |               | 前景嶺書院副校長                                                                               |

## 校友

### 體育界
- 葉姵延：2006年卡塔爾多哈亞洲運動會女子羽毛球銀牌得主
- 馮嘉奇：前香港足球代表隊成員、前有線電視足球評述員兼節目主持、現任流浪足球會行政總監
- 李志豪：前香港足球代表隊隊員，現效力於港超球隊愉園
- 黎柏勇：前香港甲組足球聯賽球員和香港五人足球代表隊球員兼教練，現任喇沙書院體育老師
- 趙詠賢：2002年南韓釜山亞洲運動會女子壁球金牌得主
- 馮凱文：2012-2013年度香港甲組足球聯賽最佳教練，前香港超級聯賽球隊和富大埔主教練
- 歐詠芝：前香港女子壁球隊代表
- 歐鎮銘：香港男子壁球隊代表
- 陳浩鈴：前香港女子壁球隊代表
- 顏樂楓：前香港男子足球隊代表
- 官惠慈：前香港女子羽毛球運動員[6]
- 屈旨盈：香港浸會大學體育及康樂管理系助理講師、前香港體操代表隊成員[7]
- 陳仁傑：前香港男子羽毛球運動員
- 盧盼盼：前香港劍擊代表
- 傅昭文：香港女子足球代表隊及傑志女子足球隊主力中場[8]
- 利彥婷：香港跳水隊代表
- 廖梓苓：香港女子壁球隊代表
- 何子樂：香港女子壁球隊代表
- 陳靜謙：香港足球運動員，現時效力香港超級聯賽球會深水埗體育會足球隊
- 余煒廉：香港足球運動員，現時效力香港超級聯賽球會理文
- 陳傲軒：香港足球運動員，現時效力香港超級聯賽球會傑志體育會
- 容昊：香港足球運動員，現時效力香港超級聯賽球會冠忠南區
- 連詠嘉：香港女子網球隊青年代表，曾奪得世少盃亞大區冠軍[9]
- 黃寶妮：香港女騎師，歷來第六位獲香港賽馬會獲發見習騎師牌照的華人女騎師
- 吳翹充: 前香港體操代表隊成員，專攻吊環項目，有「吊環王子」的美譽
- 蘇伊俊: 香港籃球運動員，司職中鋒或大前鋒。曾效力新青聯與永倫
- 李思雅：前香港女子網球代表隊成員，2005年香港小姐、無綫電視藝人

### 演藝界
- 黃文意：無綫電視主持及演員
- 余曉彤：香港女性模特兒及藝人
- 陳葦璇：藝人，前 As One 成員，現任歌手
- 何泳芍：無綫電視主持
- 王智德：藝人，ViuTV 選秀節目《Good Night Show 全民造星》衍生男子跳唱組合 MIRROR 的成員
- 劉俊謙：演員，第26屆香港電影評論學會大獎最佳男演員得獎者
- 黃明德：歌手[10]

### 文化界
- 葉榮基：插畫家芝麻羔
- 區凱琳：藝術家、2001年許氏西畫創作獎
- 余　嫿：時裝設計師，設計公司創辦人，香港傑出青年協會副主席[11]（页面存档备份，存于）
- 徐碩朋：香港舞台設計師及美術指導

### 教育界
- 沈立平（1995年中五、1997年中七）：炮台山循道衛理中學校長

## 電影/電視取景
- 1995年無綫電視劇《一切從失踪開始》中在該校取景。
- 1997年香港電影《誤人子弟》中的教員室、禮堂、校園為取景地點。
- 2021年微電影《品格證人》也在該校取景。
- 2013年無綫的一個勵志資訊節目《霎時感動 之「一件小事」張灼祥 （页面存档备份，存于）》也在該校取景。

## 另見
- 統一派位
- 自行分配學位
- 香港中學學位分配辦法
- 香港中學教育
- 香港教育

## 外部連結
- 賽馬會體藝中學校網 （页面存档备份，存于）
- 賽馬會體藝中學家長教師會網頁